# Prémio P.E.N. Clube Português de Poesia
O Prémio P.E.N. Clube Português de Poesia é um prémio literário instituído pelo P.E.N. Clube Português. O prémio é atribuído a melhor obra publicada no ano anterior na modalidade de Poesia, desde 1981. 

## Vencedores
- 1981 – António Ramos Rosa com O Incêndio dos Aspectos
- 1982 – Ruy Cinatti com 56 Poemas; Fernando Echevarría com Introdução à Poesia
- 1983 – Herberto Helder com A Cabeça Entre as Mãos
- 1984 – António Franco Alexandre com A Pequena Face
- 1985 - Gastão Cruz com O Pianista; Rui Knopfli com O Corpo de Atena
- 1986 – Fiama Hasse Pais Brandão com Âmago I / Nova Arte
- 1987 – Nuno Júdice com Lira de Líquen
- 1988 – Al Berto com O Medo
- 1989 – Alberto de Lacerda com Meio-Dia; Fernando Guimarães com Tratado de Harmonia
- 1990 – Sophia de Mello Breyner Andresen com Ilhas
- 1991 – António Osório com Planetário e Zoo dos Homens
- 1992 – Luís Filipe Castro Mendes com A Ilha dos Mortos; Paulo Teixeira com Inventário e Despedida
- 1993 – José Bento (poeta) com Silabário; Salette Tavares com Obra Poética – 1957/1973
- 1994 – Joaquim Manuel Magalhães com A Poeira Levada pelo Vento; Vasco Graça Moura com O Concerto Campestre
- 1995 – Luís Miguel Nava com Vulcão
- 1996 – Egito Gonçalves com E no entanto move-se; Armando da Silva Carvalho com Canis Dei
- 1997 – Manuel Gusmão com Mapas o Assombro a Sombra
- 1998 – Casimiro de Brito com Opus Affettuoso/Última Núpcia
- 1999 – Fernando Echevarría com Geórgicas
- 2000 – Ana Hatherly com Rikeana; Fernando Guerreiro com Gótico'
- 2001 – Fiama Hasse Pais Brandão com Cenas Vivas; Pedro Tamen com Memória Indescritível
- 2002 – Eugénio de Andrade com Os Sulcos da Sede
- 2003 – João Rui de Sousa com Obra Poética (1960-2000)
- 2004 – João Miguel Fernandes Jorge com Jardim das Amoreiras; José Agostinho Baptista com Anjos Caídos
- 2005 – Ana Marques Gastão com Nós/Nudos; Luís Quintais com Duelo
- 2006 – António Ramos Rosa com Génese seguido de Constelações
- 2007 – Gastão Cruz com A Moeda do Tempo
- 2008 – Helder Moura Pereira com Segredos do Reino Animal; Daniel Jonas com Sonótono
- 2009 – Manuel Gusmão com A Terceira Mão
- 2010 – A. M. Pires Cabral com Arado
- 2011 – Jaime Rocha com Necrophilia
- 2012 – Fernando Guimarães com As raízes diferentes[2]
- 2013 – Hélia Correia com A Terceira Miséria; Manuel de Freitas com Cólofon[2]
- 2014 – Golgona Anghel com Como uma flor de plástico na montra de um talho; Gastão Cruz com Fogo [2]
- 2015 – Isabel Mendes Ferreira com O tempo é renda; Luís Quintais com O vidro.[2]
- 2016 - Armando Silva Carvalho com A Sombra do Mar[3]
- 2017 - Fernando Pinto do Amaral com Manual de Cardiologia[4]